# Hamed Saleh
Hamed Saleh (* 11. Dezember 1999 in Heidelberg) ist ein deutscher Fußballspieler kuwaitischer Abstammung.

## Karriere
Saleh begann seine Karriere bei der TSG Kaiserslautern. Zur Saison 2015/16 wechselte er zur TuS Hohenecken. Zur Saison 2016/17 kam er in die Jugend der Würzburger Kickers. In Würzburg rückte er zur Saison 2018/19 in den Kader der fünftklassigen Zweitmannschaft. In der Bayernliga absolvierte er für Würzburg II 30 Spiele, in denen er vier Tore erzielte. Nach der Saison 2018/19 meldeten die Würzburger ihre zweite Mannschaft allerdings ab, woraufhin Saleh den Verein verlassen musste.
Nach über einen halben Jahr ohne Verein wechselte er im Februar 2020 zur sechstklassigen Zweitmannschaft des SV Waldhof Mannheim. Für Mannheim II spielte er aber nur ein Mal in der Verbandsliga, ehe die Saison aufgrund der COVID-19-Pandemie abgebrochen wurde. Zur Saison 2020/21 wechselte er zum österreichischen Zweitligisten SV Horn. Sein Debüt in der 2. Liga gab er im September 2020, als er am dritten Spieltag jener Saison gegen den SV Lafnitz in der 70. Minute für Stephan Schimandl eingewechselt wurde.
Nach zwei Zweitligaeinsätzen für Horn wechselte Saleh im Februar 2021 zum Ligakonkurrenten FC Dornbirn 1913. Für die Vorarlberger kam er zu insgesamt zwölf Zweitligaeinsätzen. Nach der Saison 2020/21 verließ er Dornbirn. Nach einem halben Jahr ohne Verein wechselte Saleh im Januar 2022 nach Brasilien zum Zweitligisten Londrina EC. Auch dort war bald wieder Schluss: Seit August 2022 ist Saleh vereinslos.